# ディアナ・スクルトリ
ディアナ・スクルトリ（Diana Scultori、 Diana Mantovanaとも、かつては Diana Ghisiとも呼ばれた。1547年 - 1612年4月）は、イタリアの版画家である。マントヴァのゴンザーガ家の夏の離宮、パラッツォ・デル・テ所蔵のジュリオ・ロマーノの作品などをもとにした版画作品を制作した。

## 略歴
イタリア北部のマントヴァで生まれた。父親のジョヴァンニ・バッティスタ・スクルトリ（Giovanni Battista Scultori1503-1575）はヴェローナ出身の彫刻家、版画家で、兄のアダモ・スクルトリ（Adamo Scultori: 1530-1585）も版画家であった。1560年ころから版画を制作した。
1565年にマントヴァで建築家、彫刻家のフランチェスコ・カプリアーニ（Francesco Capriani da Volterra: 1535-1594 ）と知り合い、弟子となり後に結婚した。1575年に夫婦でローマに移り、夫は建築家として高い評価を得ていた。ディアナ・スクルトリは、出版に関する検閲が厳しくなっていたローマで「マントヴァのディアナ（Diana Mantuana）」などの署名で、ジュリオ・ロマーノのフレスコ画に基づく版画などを出版する教皇庁からの特権を得た唯一の女性となった。ジュリオ・クローヴィオやダニエレ・ダ・ヴォルテッラ、フェデリコ・ツッカリ、ラファエッリーノ・ダ・レッジョ（Raffaellino da Reggio）といった画家の作品も制作した。
最初の結婚で1577年に息子が生まれた。1594年に夫が亡くなった後、1596年に建築家のジュリオ・ペロージ(Giulio Pelosi: 1567-?)と再婚した。
1612年にローマで没した。

## 作品

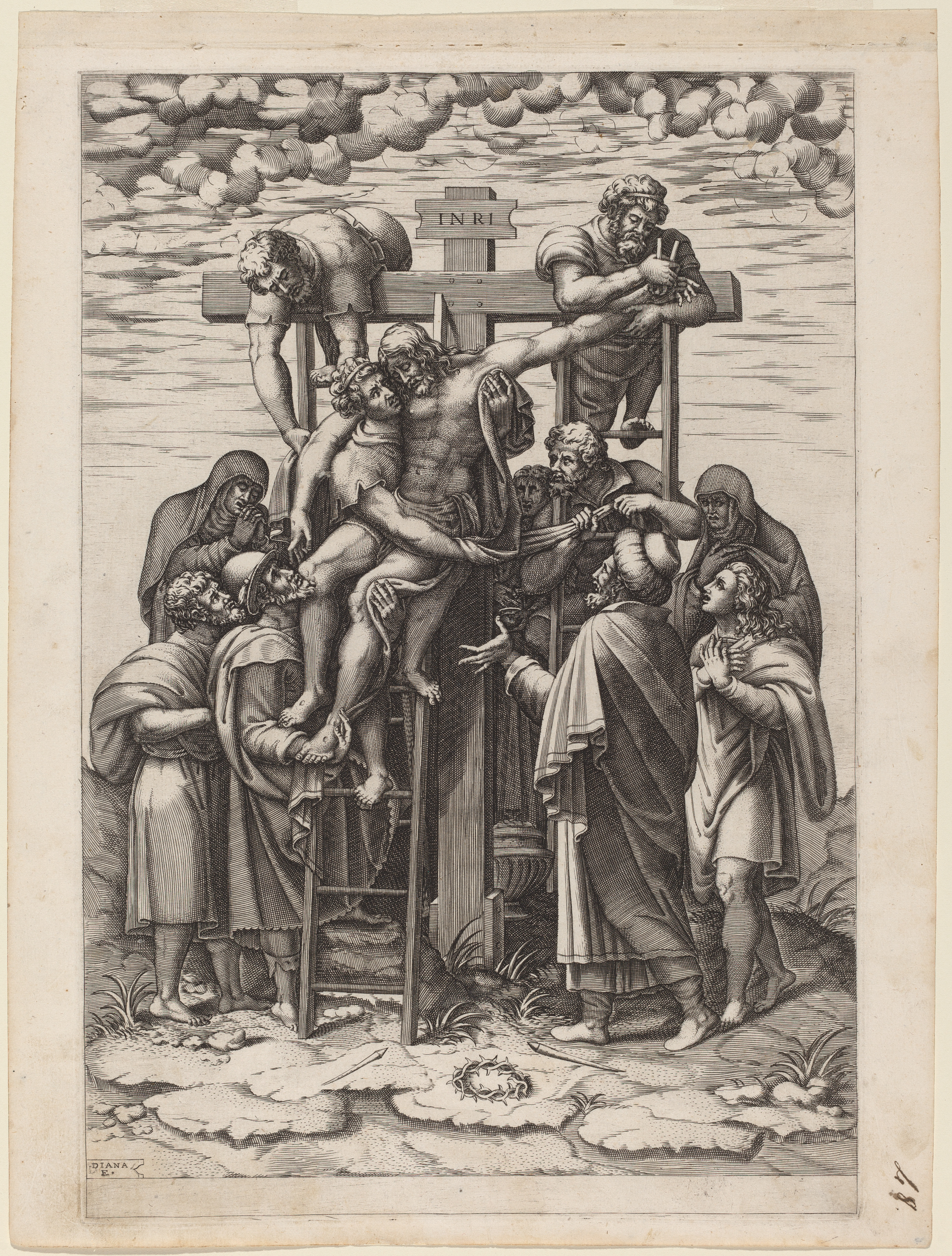
「十字架降架」(1570)
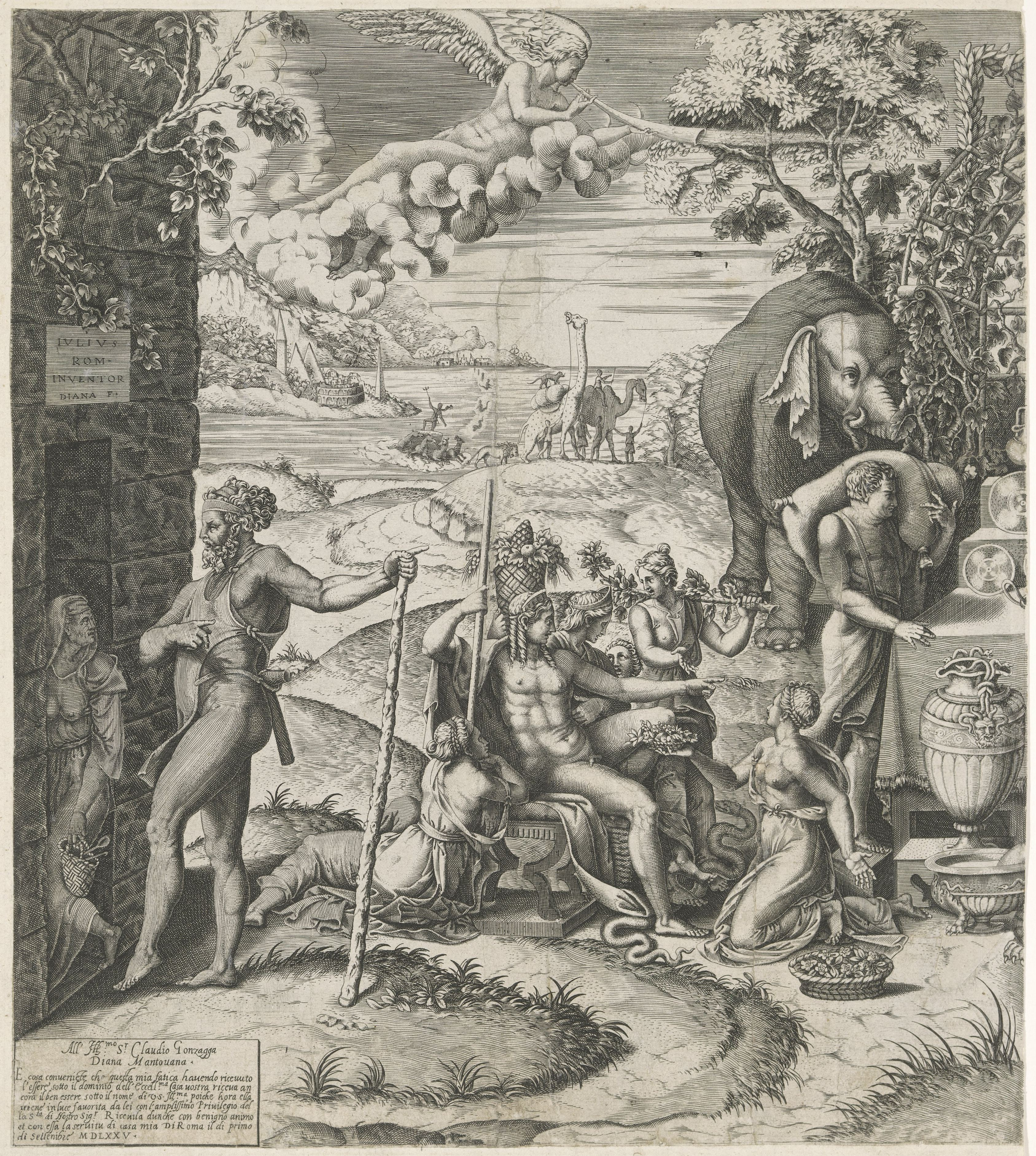
ジュリオ・ロマーノの原画による版画
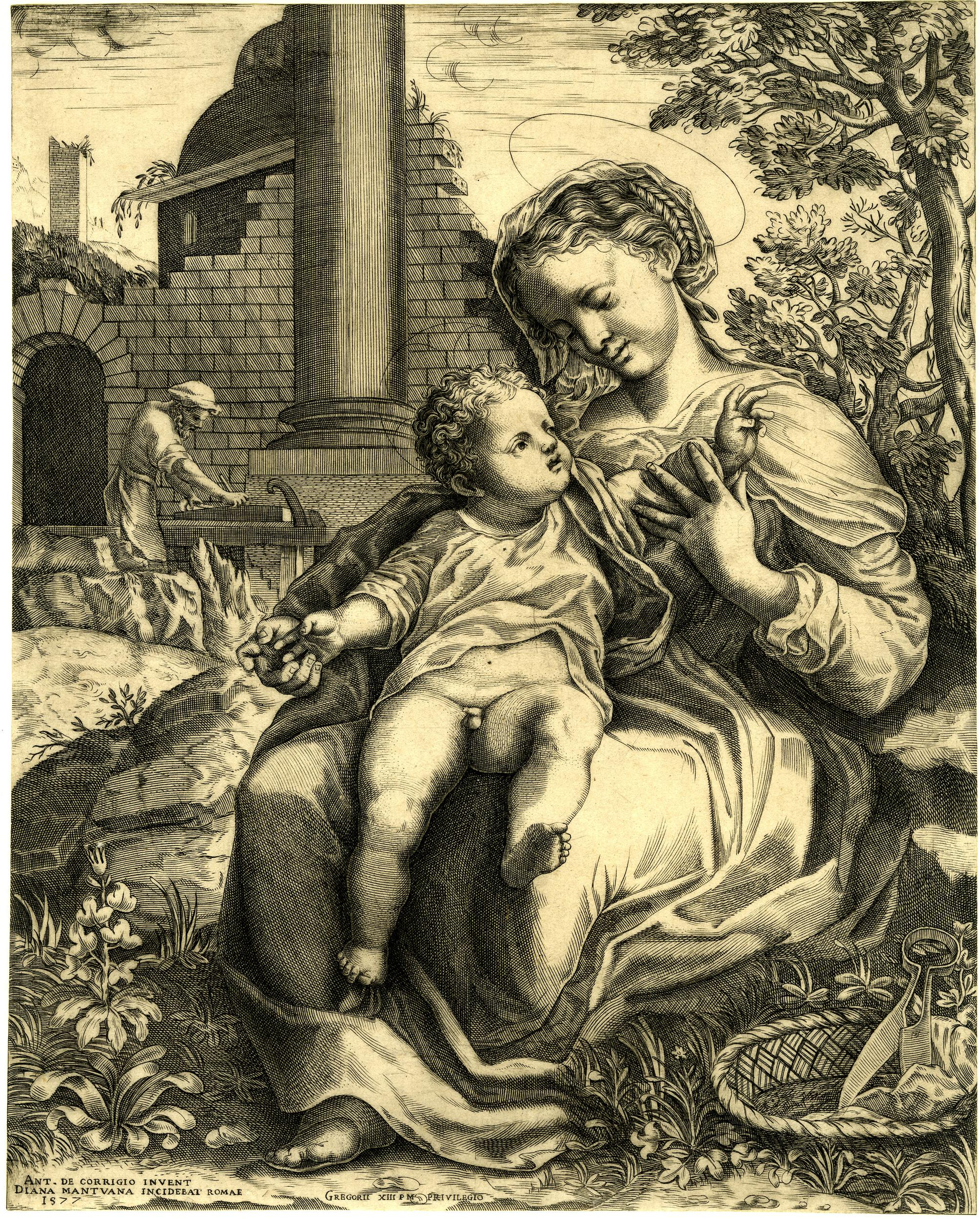
コレッジョの原画による版画「エジプトの聖家族」（1577）
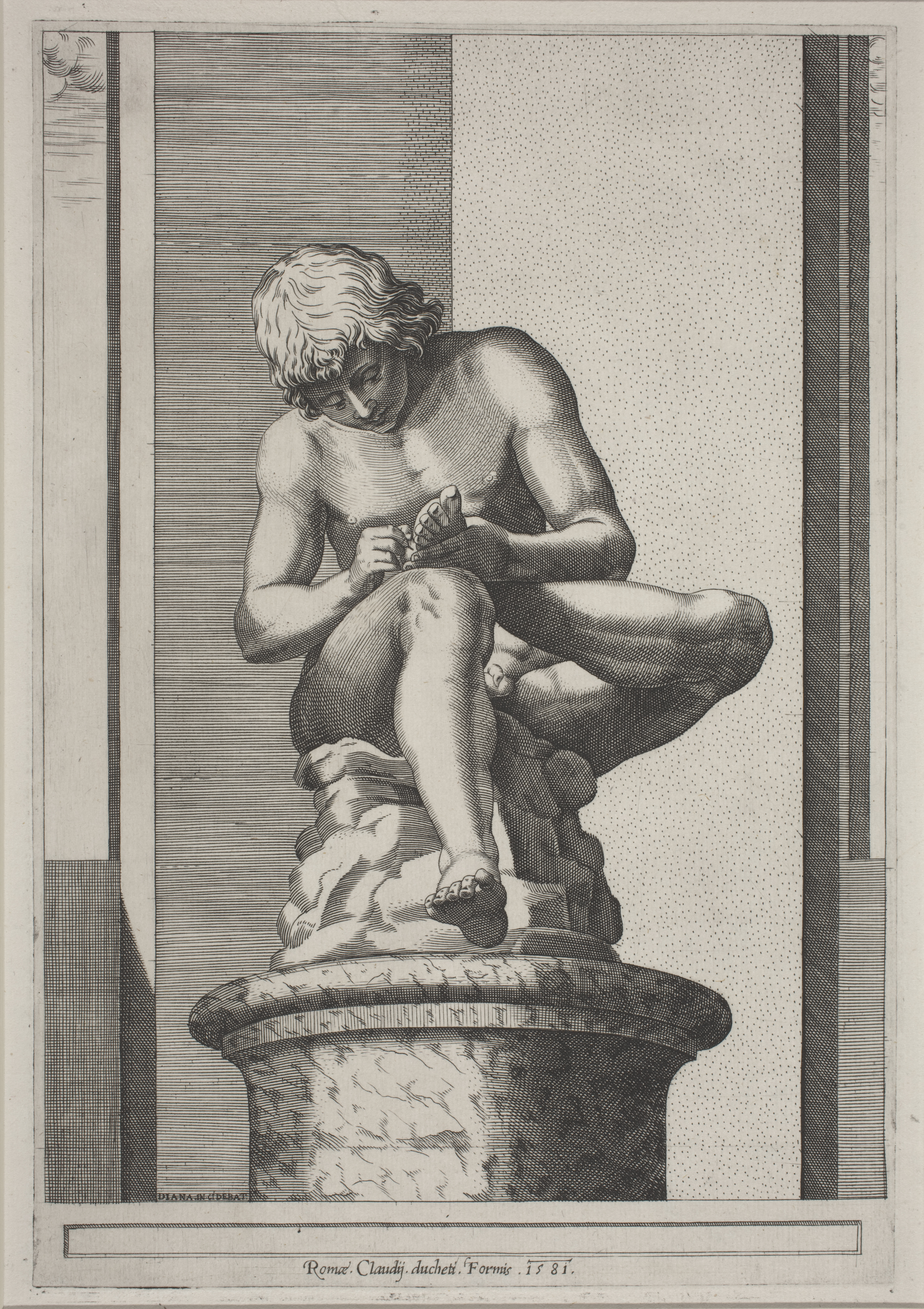
『棘を抜く少年』(1581)